# Notopora
Notopora  (лат.) — род растений семейства Вересковые.

## Описание
Кустарники. Листья с загнутыми краями. Цветки собраны в гроздевидное или кистевидное соцветие. Произрастают на кислых, песчаниковых субстратах или торфоподобных почвах, не встречаются на участках с выжодом гранитных пород.

## Ареал
Виды рода Notopora встречаются на Гвианском плоскогорье в Южной Америке.

## Виды
Род включает в себя следующие пять видов:
- Notopora auyantepuiensis Steyerm.
- Notopora cardonae A.C.Sm.
- Notopora chimantensis Steyerm. & Maguire
- Notopora schomburgkii Hook.f.
- Notopora smithiana Steyerm. & Maguire